# TEMPEST
Met TEMPEST worden de beveiligingsmaatregelen aangeduid die beschermen tegen technische surveillance en afluisteren (spionage) van niet-aangepaste elektronische apparaten en systemen.

## Elektromagnetische straling
Elke elektronische schakeling, apparaat of draad zendt elektromagnetische straling uit. Deze straling kan de werking van andere elektronische apparatuur negatief beïnvloeden (elektromagnetische interferentie, EMI). Onder meer daarom zijn voor elektronische apparatuur wettelijke normen opgesteld waaraan deze moet voldoen voordat nieuwe elektronische producten op de markt mogen worden gebracht. De bekendste normen zijn die van het Amerikaanse Federal Communications Commission (FCC) en van de Europese Unie (CE-markering).
Als een elektronisch apparaat voldoet aan de norm betekent dit dat de uitgezonden straling zo laag is, dat hierdoor de werking van andere elektronische apparatuur niet gestoord wordt. Echter wil dit niet zeggen dat in het geheel geen elektronische straling meer wordt afgeven. Er blijft altijd een residustraling over.
Wanneer een elektronisch apparaat aanstaat kan de elektronische straling van het apparaat worden opgevangen en bewerkt. Uit deze opgevangen (residu)straling kan eventueel informatie worden verkregen of worden afgeleid. Bij het onbedoeld afgeven van straling die informatie bevat, wordt gesproken van compromitterende straling. Elektronische apparaten kunnen zodoende worden afgeluisterd. In 1985 is al een artikel gepubliceerd dat aantoonde dat het mogelijk is informatie, weergegeven op een display van een elektronisch apparaat, te reconstrueren uit residustraling .
Compromitterende residustraling kan met eenvoudige middelen in de directe nabijheid van het desbetreffende apparaat worden opgevangen. Met geavanceerde apparatuur kan compromitterende straling soms echter al vanaf tientallen meters afstand worden opgevangen. Hoewel dit geen probleem is bij dagelijkse consumentenelektronica en -toepassingen, kan het een serieus probleem zijn als met de desbetreffende elektronische apparatuur vertrouwelijke of geclassificeerde informatie wordt verwerkt.
Om de kwade effecten van elektronische straling tegen te gaan, is door de Amerikaanse overheid een serie van standaarden opgesteld hoe elektronische apparaten te ontwerpen om compromitterende straling te vermijden. Deze standaarden staan bekend als TEMPEST.

## Maatregelen
TEMPEST, omvat een beschrijving van technische beveiligingsmaatregelen, standaarden en instrumentatie die misbruik van elektronische straling voorkomen dan wel minimaliseren. Veelal wordt tegenwoordig meer gesproken over Emission Security (EMSEC) om naast TEMPEST ook andere disciplines van elektronische beveiliging mee aan te duiden. TEMPEST is geen acroniem (afkorting)!
De propagatie en onderschepping van compromitterende straling en de mogelijkheid hieruit informatie te onttrekken, is afhankelijk van een groot aantal factoren zoals onder andere het functioneel en technisch ontwerp van het apparaat, de wijze van montage en installatie, omgevingscondities en elektronische achtergrondruis. TEMPEST richt zich met name op het ontwerpen van elektronische schakelingen en systemen waarbij de compromitterende straling is geminimaliseerd en op het aanbrengen van afschermingen, elektronische aarding en koppelingen.

## Rood of zwart
Wanneer over TEMPEST wordt gesproken, komen vaak de begrippen RED en BLACK voor. RED-apparatuur of -netwerken verwerken (gerubriceerde) informatie in leesbare vorm. Apparatuur of netwerken die niet zijn geclassificeerd, omdat de verwerkte informatie niet is gerubriceerd (bijvoorbeeld openbaar) of omdat de gevoelige (gerubriceerde) informatie is versleuteld (encryptie), worden aangeduid als BLACK.
De rood/zwart (RED/BLACK)-scheiding, is van toepassing op (computer-)apparatuur en de bijbehorende bekabeling. Hierbij wordt ook onderscheid gemaakt in "zwarte" en "rode" (gefilterde) spanningsvoorziening.

## TEMPEST-standaarden
De Amerikaanse en NATO-TEMPEST-standaarden (NATO = NAVO) definiëren drie niveaus van protectievereisten.
| Standaard                 | Volledig  | Intermediair | Tactisch  |
| ------------------------- | --------- | ------------ | --------- |
| NATO SDIP-27/1            | Niveau A  | Niveau B     | Niveau C  |
| NATO AMSG                 | AMSG 720B | AMSG 788A    | AMSG 784  |
| USA NSTISSAM              | Level I   | Level II     | Level III |
| Geschikt voor gebruik in: |           |              |           |
| NATO zone                 | Zone 0    | Zone 1       | Zone 2    |

NATO SDIP-27/1 Level A en USA NSTISSAM Level I "Compromising Emanations Laboratory Test Standard" is de meest stringente standaard voor apparaten die worden gebruikt in een NATO-zone 0-omgeving. Hierbij wordt aangenomen dat een aanvaller vrijwel directe toegang moet hebben (b.v. aangrenzende kamer; 1 meter afstand).
NATO SDIP-27/1 Level B en USA NSTISSAM Level II "Laboratory Test Standard for Protected Facility Equipment" is een minder strikte standaard voor apparaten die worden gebruikt in een NATO-zone 1-omgeving. Hierbij wordt aangenomen dat een aanvaller niet dichterbij kan komen dan tot op een afstand van 20 meter over open ruimte (of waar de gebouwmaterialen garanderen dat er niet meer residustraling kan worden opgevangen dan die vergelijkbaar met deze reikwijdte in een niet-geblokkeerde omgeving).
NATO SDIP-27/1 Level C en USA NSTISSAM Level III "Laboratory Test Standard for Tactical Mobile Equipment/Systems" is een standaard voor apparaten die worden gebruikt in een NATO-zone 2-omgeving. Hierbij wordt aangenomen dat een aanvaller minimaal 100 meter openruimte moet overbruggen (of een vergelijkbare afstand daar waar gebouwmaterialen de straling blokkeren).
De NATO AMSG-standaarden zijn opgevolgd door de NATO SDIP-standaarden. NATO SDIP-27 refereert aan de TEMPEST-standaard voor apparatuur. Installatievereisten, zoals elektronische aarding en kabelafstanden, zijn gedefinieerd in NATO SDIP-29 (NATO AMSG 719G) "Installation of Electrical Equipment for the Processing of Classified Information". Deze eisen moeten worden meegenomen in combinatie met de NATO SDIP-27-eisen.
NATO SDIP-28/1 (NATO AMSG 799B) "NATO Zoning Procedures"-standaard definieert meetmethodes hoe individuele kamers binnen een beveiligde omgeving kunnen worden geclassificeerd naar Zone 0, Zone 1, Zone 2, of Zone 3. Op basis van deze classificatie volgt welke TEMPEST-standaard van toepassing is voor elektronische apparatuur die gebruikt wordt in deze kamers.
In Nederland geldt de VBV 32000(B), het Beleidsadvies compromitterende straling, die gebaseerd is op de NATO SDIP-27. In het beleidsadvies wordt voor de installatiecriteria verwezen naar de SDIP-29/1. Het VBV 32600, de zoneringsprocedure, is omgezet in een handleiding voor het zoneren van locaties. Deze is gebaseerd op de NATO SDIP-28.
Alle voorgaande genoemde documenten zijn geclassificeerd en er is geen gepubliceerde informatie beschikbaar over actuele stralingslimieten of gedetailleerde meetmethodes. Een kort uittreksel van de Amerikaanse TEMPEST-teststandaard, NSTISSAM TEMPEST/1-92, is openbaar gemaakt maar de actuele stralingslimieten en testprocedures zijn gecensureerd. Een eveneens gecensureerde versie van het introductiehandboek NACSIM 5000 is beschikbaar sinds december 2005. Voor zover bekend zijn er geen openbare civiele standaarden beschikbaar.

## Certificatie
Verschillende overheidsorganisaties van diverse NAVO-landen publiceren overzichten van geaccrediteerde testlaboratoria en van apparatuur die aan de vereiste standaarden voldoen. TEMPEST-certificatie moet worden uitgevoerd op het gehele apparaat (systeem) en niet slechts op individuele componenten. Het aansluiten van slechts een enkele onbeschermde component op een anderzijds beveiligd en afgeschermd systeem, kan een drastische toename van de compromitterende straling tot gevolg hebben.
Doordat uitgebreide testen en certificatieprocedures nodig zijn voor TEMPEST-gekeurde apparatuur en omdat aan deze apparatuur geen modificaties gemaakt kunnen worden zonder de TEMPEST-maatregelen opnieuw te verifiëren, maakt dat TEMPEST-apparatuur duur is ten opzichte van gelijkwaardige onbeschermde apparatuur.